# Luís Eduardo Schmidt
Luis Eduardo Schmidt, más conocido como Edú, (10 de enero de 1979 en Jaú, São Paulo) es un exfutbolista brasileño.

## Biografía
Comenzó su carrera en el São Paulo FC durante la temporada de 1997. En el equipo brasileño disputó 11 encuentros, hasta julio de 2000, momento en el que fichó por el Celta de Vigo de la Primera División de España.
Debutó frente al Real Oviedo el 22 de noviembre del año 2000. Desde su llegada al club gallego fue una pieza fundamental para sus entrenadores, siendo titular indiscutible tanto en liga como en la Copa del Rey. También disputó durante tres años seguidos la Copa de la UEFA y en el 2003 la ansiada Liga de Campeones.
En 2004 fichó por el Real Betis donde jugó 39 partidos, marcó 12 goles y dio 10 asistencias, en su primera temporada en el club verdiblanco. Esa temporada fue una de las mejores del club sevillano, conquistó su segunda Copa del Rey frente a Osasuna por 2-1 en la final, y se clasificó por primera vez en su historia para la Liga de Campeones.
En la temporada 2006/07 dos goles suyos frente al Racing de Santander en la última jornada salvó al Betis del descenso a la Segunda División de España.
Edu se convirtió en uno de los principales referentes del equipo sevillano, a partir de sus goles y actuaciones, como los importantes goles que anotó en la temporada 2007/08 al Real Madrid y al FC Barcelona.
En agosto de 2009, marcha al Internacional de Porto Alegre, tras el descenso del equipo sevillano.
El 2 de junio de 2011 y, tras terminar su contrato, se marcha libre al Esporte Clube Vitória de la Serie B brasileña.
El 26 de abril de 2012 ficha por Colorado Rapids de la Major League Soccer estadounidense, equipo del que se desvinculó en noviembre de ese mismo año.
El 24 de mayo de 2014 anuncia su retirada del fútbol profesional.

### Selección nacional
Debutó con la selección brasileña el 23 de enero de 2000 frente a Tailandia. Fue su primera y única aparición con la canarinha en la categoría absoluta. Disputó 14 encuentros en la categoría sub-23.

## Trayectoria
| Club                | País           | Periodo   | PJ (Goles) |
| ------------------- | -------------- | --------- | ---------- |
| XV Jaú              | Brasil         | 1996-97   | ?          |
| São Paulo FC        | Brasil         | 1997-00   | 11 (0)     |
| Celta de Vigo       | España         | 2000-04   | 147 (34)   |
| Real Betis Balompié | España         | 2004-2009 | 159 (40)   |
| SC Internacional    | Brasil         | 2009-2011 | 26 (3)     |
| EC Vitória          | Brasil         | 2011-2012 | 5 (1)      |
| Colorado Rapids     | Estados Unidos | 2012      | 9 (0)      |

- Datos actualizados del 02 de noviembre de 2016

## Palmarés
- Campeonato Paulista (1998 y 2000) con el São Paulo FC.
- Copa Intertoto de la UEFA (2000) con el Celta de Vigo.
- Subcampeón de Copa del Rey (2001) con el Celta de Vigo.
- Copa del Rey (2005) con el Real Betis.